# Орехово
Орехово (мкд. Орехово) је насеље у Северној Македонији, у јужном делу државе. Орехово припада општини Битољ.

## Географија
Насеље Орехово је смештено у јужном делу Северне Македоније. Од најближег већег града, Битоља, насеље је удаљено 6 km јужно.
Орехово се налази на југозападном ободу Пелагоније, највеће висоравни Северне Македоније. Насеље је смештено на североисточним падинама планине Баба. Надморска висина насеља је приближно 970 метара.
Клима у насељу је планинска због знатне надморске висине.

## Становништво
Орехово је према последњем попису из 2021. године имало 9 становника.
| Национални састав према попису из 2021.‍ | Национални састав према попису из 2021.‍ | Национални састав према попису из 2021.‍ | Национални састав према попису из 2021.‍ | Национални састав према попису из 2021.‍ |
| --------------------------------------- | --------------------------------------- | --------------------------------------- | --------------------------------------- | --------------------------------------- |
|                                         |                                         |                                         |                                         |                                         |
| Македонци                               | Македонци                               |                                         | 9                                       | 100%                                    |

Већинска вероисповест је православље.